# Saxifraga federici-augusti
Saxifraga federici-augusti är en stenbräckeväxtart. Saxifraga federici-augusti ingår i Bräckesläktet som ingår i familjen stenbräckeväxter.

## Underarter
Arten delas in i följande underarter:
- S. f. federici-augusti
- S. f. grisebachii

## Bildgalleri

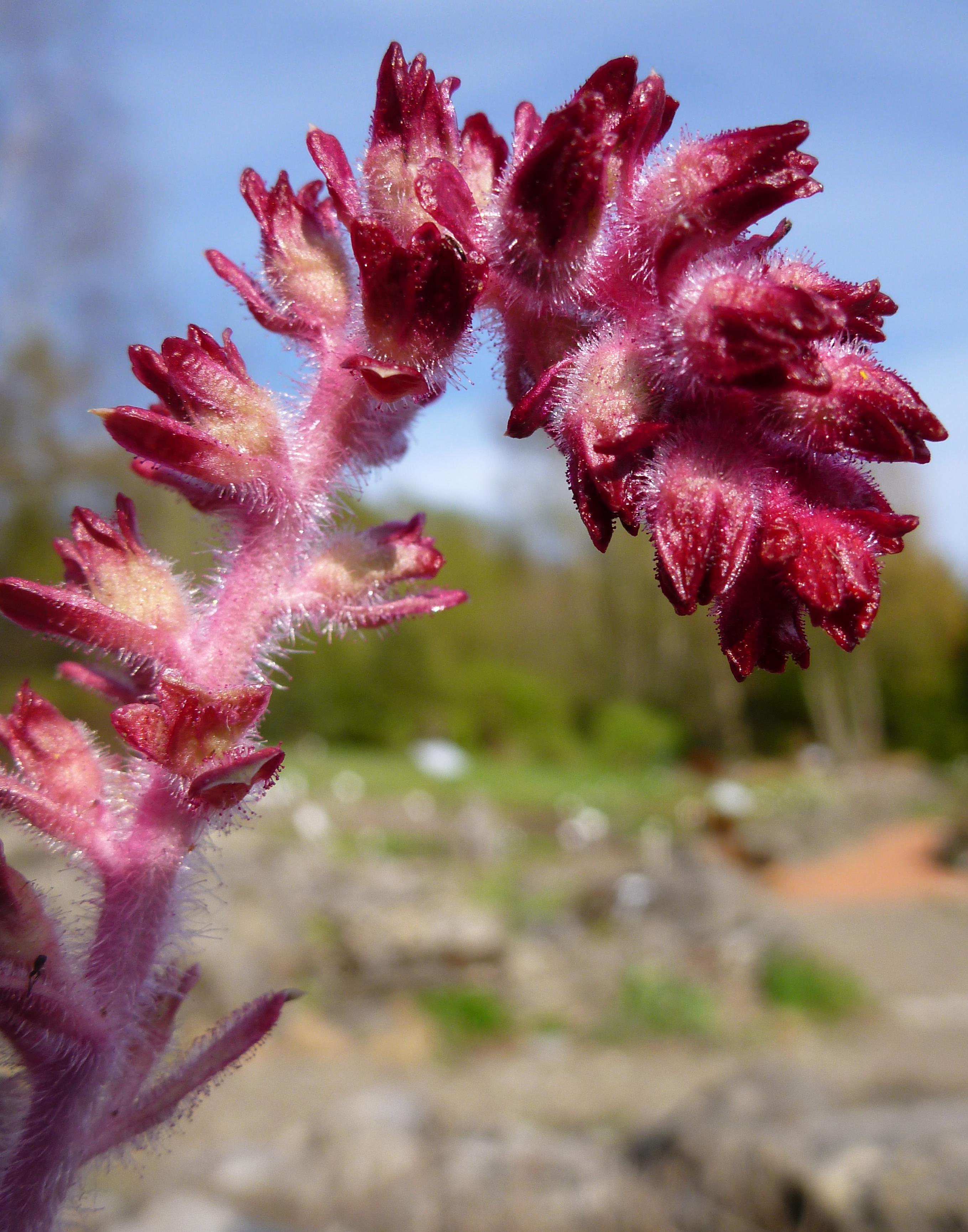
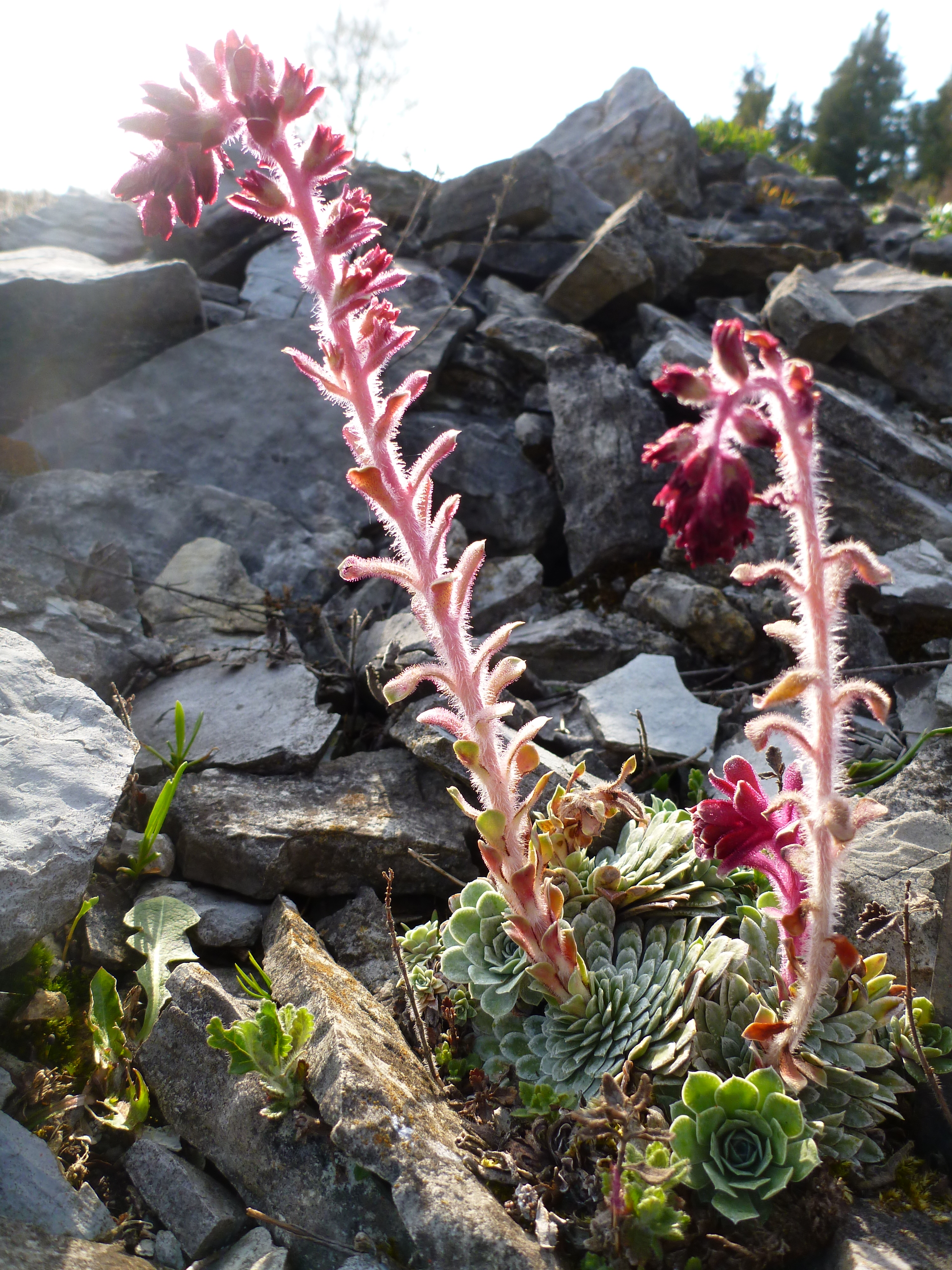
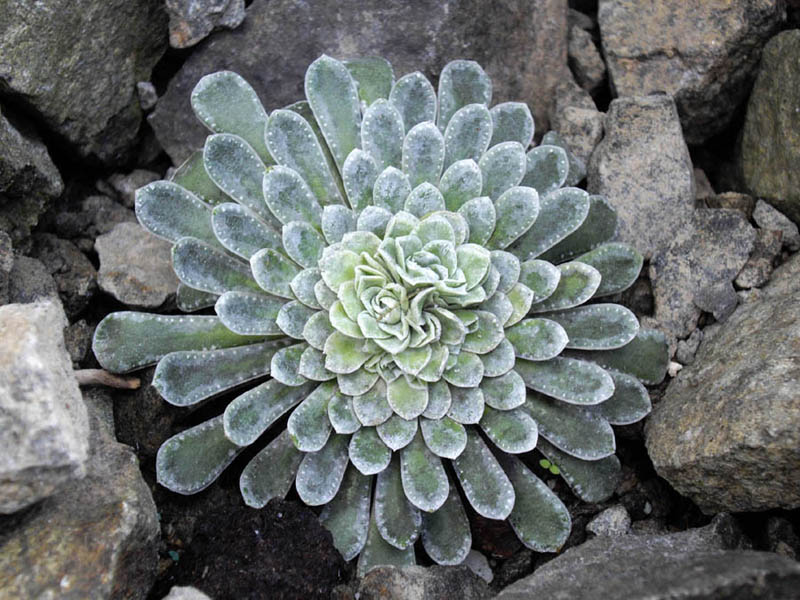
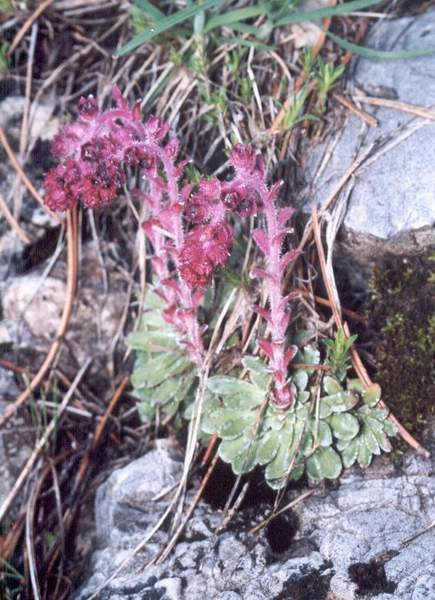
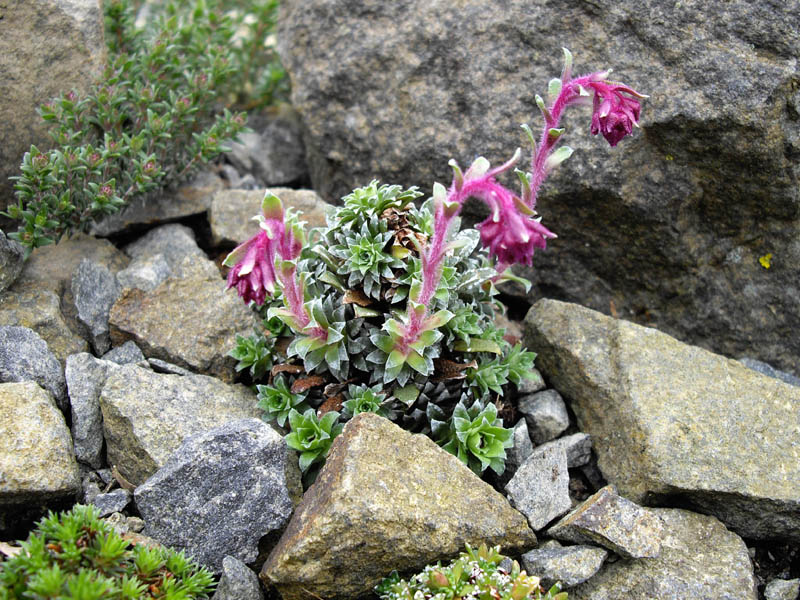
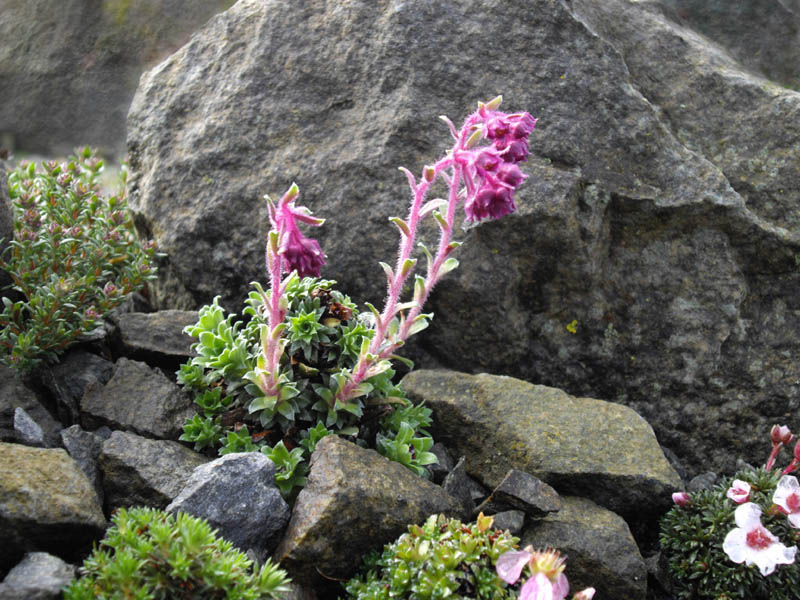